# Gierstellung
Der Begriff Gierstellung bezeichnet in der Seefahrt die Position eines Schiffs, in der allein die Strömung eines Gewässers dazu ausreicht, das Schiff vom einen Ufer an die andere Seite zu bringen, also ohne eigene Kraft. Dabei wird das Schiff in eine Stellung quer zur Strömungsrichtung gebracht. Eine Gierfähre verwendet diese Stellung, um ohne eigenen Antrieb einen Fluss zu überqueren.